# ماتياس أغابوس
ماتياس أغابوس (بالانجليزية : Mattias Agabus) من مواليد 14 سبتمبر 1977 هي مهندسة معمارية إستونية. درست في أكاديمية الفنون الإستونية في قسم الهندسة المعمارية وتخطيط المدن، وتخرجت من الأكاديمية في عام 2001. أغابوس هي عضوة في اتحاد المهندسين المعماريين الإستونيين.
من 2000 إلى 2001 كانت تعمل في الوكالة المعمارية OÜ . من 2001 إلى 2009، عملت شريكة في المكتب المعماري انجير & باتروفيك OÜ ، منذ عام 2009، وقد عملت لدى المكتب الهندسي OÜ «التحالف».
ويلاحظ في تصميم مدرسة فيمسي، مبنى جديد لجامعة تالين، وفيلا في أوتيبا في جنوب إستونيا والمكتبة الجديدة لجامعة تالين الفنية.

## أعمالها

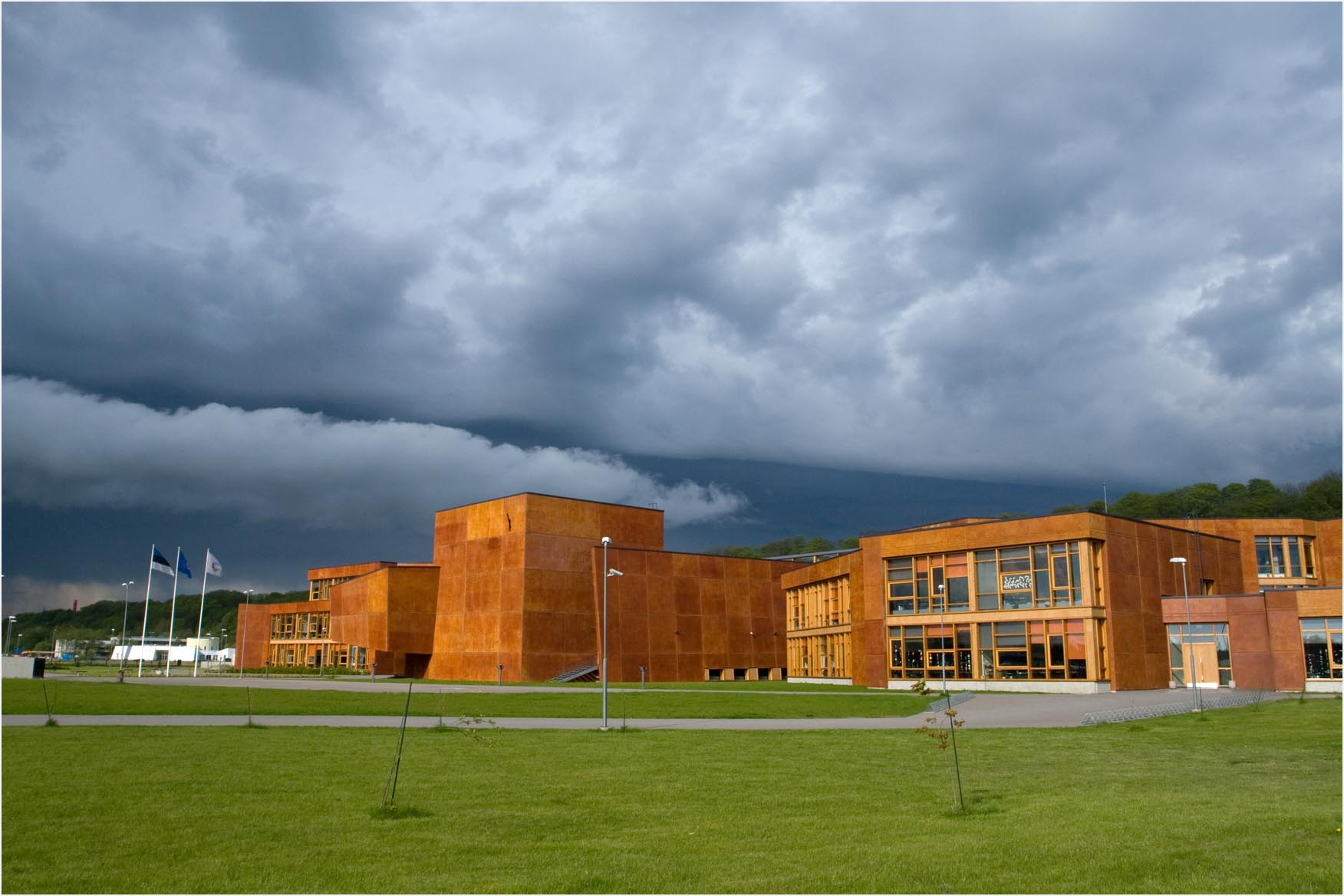
Viimsi School in Haabneeme.

- المباني السكنية في بريتا، 2003 (مع إيرو انجار، ليمار تيرفيك)
- فيلا في جنوب استونيا، 2004 (مع إيرو انجار، ليمار تيرفيك)
- مبنى سكني في نومي، 2005 (مع إيرو انجار، ورأول جام، وليمار تيرفيك)
- مبنى سكني في فيمسي، 2006 (مع إيرو انجار، راؤول أوبزرفر، إليمارار تروفيرك)
- المبنى الجديد لجامعة تالين، 2006 (مع إيرو انجار، إليمار ترفيرك، راؤول أوبزرفر، بريت بينت)
- مدرسة فيمسي، 2006 (مع إيرو ايدجار وليمار ترفيك وبيريت بينت وراؤول أوزرفر)
- مكتبة جديدة لجامعة تالين التقنية، 2009 (مع إيرو اينجار، إليمار ترفيك)

## جوائزها
- مسابقة التخطيط لمنطقة ميناء تالين، 1999 ؛ الجائزة الثانية
- مبنى جديد من جامعة تالين، 2003 ؛ الجائزة الأولى
- مكتبة جامعة تالين التقنية، 2006، الجائزة الأولى